# Circuit de Montjuïc
A Montjuïc circuit egy versenypálya Barcelonában. 1969-től 1975-ig Jaramával felváltva, a páratlan években itt rendezték a Formula–1 spanyol nagydíját.

## Formula–1-es győztesek listája
| Év    | Dátum       | Versenyző          | Csapat       | Riport |
| ----- | ----------- | ------------------ | ------------ | ------ |
| 1975. | Április 27. | Jochen Mass        | McLaren-Ford | Riport |
| 1973. | Április 29. | Emerson Fittipaldi | Lotus-Ford   | Riport |
| 1971. | Április 18. | Jackie Stewart     | Tyrrell-Ford | Riport |
| 1969. | Május 4.    | Jackie Stewart     | Matra-Ford   | Riport |

## Külső hivatkozások
- A pálya a StatsF1.com-on